# 冀绍凯
冀绍凯（1921年—2001年），男，山西平遥人，中华人民共和国政治人物，曾任第八机械工业部副部长、党组成员，第七机械工业部副部长、党组成员，第七、八届全国政协委员。